# 다쓰미치역
다쓰미치역(일본어: 立道駅)은 일본 도쿠시마현 나루토시에 위치한 시코쿠 여객철도 나루토 선의 철도역이다. 역 번호는 N06이며, 단선 승강장 1면 1선의 구조를 갖춘 지상역이다.

## 역 주변
- 다카마쓰 자동차도
- 오타니 강

## 역사
- 1916년 7월 1일 : 아와 전기 궤도 (후의 아와 철도) 후루카와 ~ 무야 간 개통과 함께 다쓰미치 정류장으로서 개설.
- 1933년 7월 1일 : 아와 철도 국유화. 동시에 정거장으로 한다.
- 1987년 4월 1일 : 일본국유철도 분할 민영화에 의해, 시코쿠 여객철도가 승계.

## 인접 역
| 시코쿠 여객철도             | 시코쿠 여객철도 | 시코쿠 여객철도                 |
| --------------------------- | --------------- | ------------------------------- |
| N 07 교카이마에 나루토 방면 | 나루토 선       | 아와오타니 N 05 아와이케다 방면 |